# Landtagswahl im Saarland 1985
- SPD: 26
- FDP: 5
- CDU: 20

Die Landtagswahl im Saarland 1985 war die neunte Landtagswahl im Saarland und fand am 10. März 1985 statt. Die SPD errang eine absolute Mehrheit der Mandate und konnte in der Folge eine Alleinregierung (Kabinett Lafontaine I) bilden. 

## Ausgangssituation
Für die CDU trat Ministerpräsident Werner Zeyer und für die SPD Oskar Lafontaine an. Zeyer war seit 1979 Ministerpräsident (Kabinett Zeyer I und Kabinett Zeyer II). 

## Wahlergebnis
| Partei  | Stimmen | Stimmanteil | Sitze |
| ------- | ------- | ----------- | ----- |
| SPD     | 346 595 | 49,2 %      | 26    |
| CDU     | 262 975 | 37,3 %      | 20    |
| FDP/DPS | 70 713  | 10,0 %      | 05    |
| GRÜNE   | 17 642  | 02,5 %      | —     |
| NPD     | 4 659   | 00,7 %      | —     |
| DKP     | 2 317   | 00,3 %      | —     |

Die bisher oppositionelle SPD erzielte Stimmengewinne von knapp vier Prozentpunkten und zwei Mandaten, womit sie eine absolute Mandatsmehrheit erreichte. Die bislang regierende CDU verlor hingegen sieben Prozentpunkte und drei Sitze und erreichte mit 37,3 % ihr schlechtestes Ergebnis seit 1960. Die mitregierende FDP/DPS konnte dagegen um gut drei Prozentpunkte zulegen und mit 10,0 % erstmals seit 1960 wieder ein zweistelliges Ergebnis erzielen. Die Grünen, die bei ihrem ersten Antreten 1980 mit 2,9 % der Stimmen den Einzug in den Landtag verfehlt hatten, mussten mit 2,5 % der Stimmen ebenfalls Verluste verzeichnen. Die NPD mit 0,7 % sowie die DKP mit 0,3 % verpassten den Einzug in den Landtag deutlich.
Die Wahlbeteiligung stagnierte bei 85,0 %.
Da die SPD aus der Opposition heraus eine absolute Mehrheit erzielt hatte, wurde Oskar Lafontaine in der Folge zum ersten sozialdemokratischen Ministerpräsidenten des Saarlandes gewählt und führte eine SPD-Alleinregierung (Kabinett Lafontaine I) an.